# Bateria de flux semisòlid

Una il·lustració esquemàtica d'un disseny típic de bateria de flux semisòlid

Una bateria de flux semisòlid és un tipus de bateria de flux que utilitza materials actius de bateria sòlids o que impliquen espècies sòlides en el fluid transportador d'energia. Un equip de recerca del MIT va proposar aquest concepte utilitzant materials de bateria d'ions de liti. En un sistema d'aquest tipus, tant l'elèctrode positiu (càtode) com el negatiu (ànode) consisteixen en partícules de material actiu amb negre de carboni suspès en electròlit líquid. Les suspensions de material actiu s'emmagatzemen en dos tancs d'emmagatzematge d'energia. Les suspensions es bombegen a la cel·la de reacció electroquímica durant la càrrega i la descàrrega. Aquest disseny aprofita tant la flexibilitat de disseny de les bateries de flux com els materials actius d'alta densitat d'energia de les bateries d'ions de liti.

## Mode de flux i productes químics
Es van explorar dos modes de flux diferents, el mode de flux intermitent i el mode de flux continu. En un mode de flux intermitent, les suspensions es bombegen a la cel·la de reacció electroquímica per lots i es bomba un nou lot només després que el lot anterior s'hagi carregat/descarregat completament. En un mode de flux continu, però, les suspensions es bombegen contínuament a través de la cel·la de reacció electroquímica durant el procés de càrrega/descàrrega. Mitjançant l'ús de materials actius de bateries d'ions de liti, la densitat d'energia del sistema de bateria de flux es pot millorar significativament. També es va demostrar un sistema aquós a més de l'orgànic. També s'han explorat altres productes químics per a aquest sistema, com ara la bateria d'ions de sodi, la bateria de liti-sofre i altres.

Una il·lustració d'una bateria de flux semisòlid sense carboni típica, o bateria de flux de dispersió sòlida

## Desenvolupaments del sistema

### Bateria de flux de dispersió sòlida
Malgrat l'avantatge significatiu d'aquest sistema, una limitació clau era l'alta viscositat, que fa que el consum d'energia per al bombament sigui molt elevat, disminuint així l'eficiència energètica. Un altre equip de recerca de la Universitat de Virgínia va informar d'un sistema de bateria de flux sense carboni. En aquest nou sistema, també anomenat bateria de flux de dispersió sòlida, es va descobrir un nou mecanisme de reacció amb reaccions electroquímiques que es produeixen basades en col·lisions de partícules.

### Bateria de flux de focalització redox

Una il·lustració d'una bateria de flux de focalització redox típica

Un altre enfocament és bombar només la fase líquida, deixant els materials actius sòlids als tancs d'emmagatzematge d'energia. Un grup de recerca va informar sobre una bateria de flux de focalització redox. Hi ha materials de focalització redox dissolts a l'electròlit i es produeixen reaccions electroquímiques entre les espècies dissoltes. Els materials sòlids s'oxiden o es redueixen químicament. En mantenir els materials sòlids als tancs, només es bomba l'electròlit líquid. Això estalvia energia de bombament, tot i que es sacrifica l'eficiència del voltatge.